# Buchhorst
Buchhorst là một đô thị thuộc huyện Lauenburg, trong bang Schleswig-Holstein, nước Đức. Đô thị Buchhorst có diện tích 5,19 km², dân số thời điểm 31 tháng 12 năm 2006 là 153 người.